# Johann Friedrich Fasch
Johann Friedrich Fasch (ur. 15 kwietnia 1688 w Buttelstedt, zm. 5 grudnia 1758 w Zerbst/Anhalt) – niemiecki skrzypek i kompozytor epoki późnego baroku.
Urodził się w Buttelstedt w pobliżu Weimaru. Jako chłopiec śpiewał w chórze w Weißenfels. Muzyki uczył go Johann Kuhnau w Thomasschule w Lipsku, gdzie już jako dojrzały muzyk założył Collegium Musicum. Podróżował po całych Niemczech. W roku 1714 został skrzypkiem w orkiestrze w Bayreuth, później pracował też w Greiz i Dolní Lukavicy. W roku 1722 został kapelmistrzem książęcym w Zerbst/Anhalt i pozostał nim do śmierci w wieku 70 lat.
Od roku 1983 w mieście Zerbst odbywają się coroczne festiwale muzyczne dla uczczenia jego pamięci.
Johann Friedrich Fasch był ojcem Carla Friedricha Christiana Fascha, również muzyka.

## Twórczość
Johann Friedrich Fasch komponował zarówno muzykę kościelną, jak i świecką. Jego muzykę cenił i kopiował Johann Sebastian Bach. Twórczość Fascha stanowi ważny etap przejściowy między muzyką baroku i klasycyzmu. Wśród jego kompozycji znajduje się m.in.
- 12 oper niemieckich,
- serenaty;
- msze,
- kantaty (pięć roczników),
- psalmy,
- pasja,
- Magnificat,
- sinfonie,
- suity orkiestrowe;
- koncerty solowe,
- concerti grossi,
- utwory kameralne (sonaty triowe i kwartety z b.c.).